# Ectemnonotum acuminatum
Ectemnonotum acuminatum är en insektsart som beskrevs av Schmidt 1909. Ectemnonotum acuminatum ingår i släktet Ectemnonotum och familjen spottstritar. Inga underarter finns listade i Catalogue of Life.